# Прапор Лисянського району
Пра́пор Лися́нського райо́ну — офіційний символ Лисянського району Черкаської області, затверджений 25 лютого 2004 року рішенням сесії Лисянської районної ради.

## Опис
Прапор являє собою прямокутне полотнище зі співвідношенням сторін 2:3, що розділене вертикально на три рівновеликі смуги — червону, білу та червону. У центрі білої смуги знаходиться щиток з гербом районного центру.